# علي الدفاع
علي بن عبد الله الدفاع هو عالم رياضيات سعودي، وباحث ومؤرخ علمي في التراث العلمي العربي والإسلامي، حصل على شهادة الدكتوراه من جامعة فاندربيلت في الولايات المتحدة الأمريكية في «الرياضيات» عام 1393هـ/1973، وبعد عودته للمملكة العربية السعودية التحق بجامعة الملك فهد للبترول والمعادن وتبوأ بها مناصب عديدة حتى صار عميدًا لكلية العلوم في الفترة الواقعة بين عامي 1397هـ/1977م - 1403هـ/1983م، واستمر في عمله كأستاذ جامعي حتى تقاعده في سنة 1429هـ/2008م.

## سيرته
هو علي بن عبد الله الدفاع آل عويد الوهيبي التميمي ولد في سنة 1362هـ/1943م في مدينة عنيزة بالقصيم، وتلقى تعليمه الابتدائي والمتوسط والثانوي فيها. بعد حصوله على شهادة الثانوية وكان في عداد المتفوقين، ابتعثته وزارة المعارف السعودية إلى الولايات المتحدة الأمريكية لدراسة اقتصاديات البترول، إلا أنه طلب تحويل تخصصه إلى الرياضيات فجاءت الموافقة فنال درجة البكالوريوس في «الرياضيات البحتة» من جامعة أوهايو عام 1386هـ/1966م. وواصل تحصيله العلمي فحصل على درجة الماجستير في «العلاقات الدولية» من جامعة تكساس الشرقية عام 1388هـ/1968م. وحصل على شهادة الماجستير في «الرياضيات البحتة» من «جامعة فاندربيلت» عام 1389هـ/1969م، ثم نال شهادة الدكتوراه في «الرياضيات البحتة» من الجامعة ذاتها عام 1392هـ/1972م. عمل كمعيد بجامعة فاندربيلت، كما عمل كمدرس في كلية بيبودي بذات الجامعة.

### الحياة العملية
في سنة 1393هـ/1973م التحق بجامعة الملك فهد للبترول والمعادن في مدينة الظهران السعودية بوظيفة أستاذ مساعد ثم أستاذ مشارك، ثم رئيس قسم العلوم الرياضية من سنة 1394هـ/1974م حتى سنة 1397هـ/1977م، ثم عميد كلية العلوم من سنة 1397هـ/1977م إلى سنة 1403هـ/1983م. عمل أستاذًا زائرًا بجامعة الملك سعود من سنة 1399هـ/1979م إلى سنة 1402هـ/1982م. وشغل منصب رئيس اتحاد الرياضييان والفيزيائيين العرب من سنة 1398هـ/1978م حتى سنة 1400هـ/1980م، ثم انتخب رئيسًا للمرة الثانية سنة 1406هـ/1986م حتى سنة 1408هـ/1988م. عمل أستاذًا زائرًا في جامعة هارفرد في الولايات المتحدة الأمريكية في صيف عام 1401هـ/1981م. وقد أنهى مسيرته وتقاعد في سنة 2008م بعد 36 عامًا في التدريس والبحث العلمي.

### العضويات
له عضويات في عدد كبير من المنظمات العلمية، منها:
- عضو في لجنة موسوعة الحضارة الإسلامية -المجمع الملكي لبحوث الحضارة الإسلامية- الأردن.
- عضو شرف في مجمع اللغة العربية الأردني، عمان - الأردن.
- عضو في المجلس العلمي للمؤسسة الإسلامية للعلوم والتكنولوجيا والتنمية (منظمة المؤتمر الإسلامي - جدة - السعودية).
- عضو لمجلس إدارة الملك فيصل للبحوث والدراسات الإسلامية - الرياض.
- عضو اللجنة المشتركة لدراسة مشروع إنشاء الجامعة الإسلامية في أوغندا.
- عضو شرف في المجمع العلمي العراقي - بغداد.
- عضو مؤسس للأكاديمية الإسلامية للعلوم.
- عضو الجمعية العالمية لأحياء التراث الإسلامي -مصر.
- عضو أسرة الرياضيات المعاصرة -وزارة المعارف- الرياض.
- عضو تحرير المجلة الرياضية - اتحاد الرياضيين والفيزيائيين العرب، بغداد.
- عضو تحرير مجلة الأكاديمية الإسلامية للعلوم.
- عضو تحرير المجلة الرياضية الأمريكية (بالإنجليزية: Mathematical Review)‏.
- عضو مجلس أمناء مكتبة الملك فهد الوطنية بالرياض.
- عضو الجمعية البريطانية لتاريخ العلوم.
- الرابطة الإسلامية للعلماء والمهندسين.

## التأليف
بلغت عدد مؤلفاته 49 كتابا باللغتين العربية والإنجليزية، وله أكثر من 250 بحثا ومقالة منشورة في مجلات سعودية وعالمية.

## الجوائز
- جائزة الخوارزمي الدولية الدورة الرابعة عشرة - 2001م.[ِ 2]
- وسام الملك عبد العزيز من الدرجة الأولى (1440هـ/2018م).[10]

### باللغة العربية
1. 1 2 3 4  سليمان نصر الله (محرم 1403هـ أكتوبر/نوفمبر 1982م). الدكتور علي عبد الله الدفاع. الظهران-السعودية: مجلة قافلة الزيت، العدد الأول، المجلد (31). ص. 13 - 17. {{استشهاد بكتاب}}: تحقق من التاريخ في: |سنة= (مساعدة)
2. 1 2 3 4 5  علي عبد الله الدفاع (1410هـ). رواد علم الجغرافية في الحضارة العربية والإسلامية (نبذة عن المؤلف). الرياض-السعودية: مكتبة التوبة. ص. 255 - 257.
3. 1 2 3 4 5  علي عبد الله الدفاع (1991م). روائع الحضارة العربية والإسلامية في العلوم (نبذة عن المؤلف). الرياض-السعودية: دار عالم الكتب. ص. 520 - 523.
4. ↑  محمد الحربي (ذو القعدة 1439هـ/يوليو 2018م). "لقاء صحفي: عالم رياضيات سعودي أذهل هارفرد.. وهذا لقبه في أميركا". العربية.نت. مؤرشف من الأصل في 24 يناير 2020. اطلع عليه بتاريخ 24 يناير 2020. {{استشهاد ويب}}: تحقق من التاريخ في: |تاريخ= (مساعدة)
5. ↑  علي عبد الله الدفاع (1401هـ/1981م). العلوم البحتة في الحضارة العربية والإسلامية (نبذة عن المؤلف). بيروت-لبنان: مؤسسة الرسالة. {{استشهاد بكتاب}}: تحقق من التاريخ في: |سنة= (مساعدة)
6. ↑  عبد الله القو (23 نوفمبر 2007م). "الدفاع يتحدث للزميل عبدالله القو". صحيفة اليوم. مؤرشف من الأصل في 2020-01-24. اطلع عليه بتاريخ 2020-01-24.
7. 1 2  عبد الله الحسن (ذو القعدة - ذو الحجة 1430هـ نوفمبر/ديسمبر 2009م). "علي الدفّاع من رعاية الغنم إلى رعاية العقول!!. الظهران-السعودية: مجلة القافلة، العدد (6)، المجلد (58). ص. 64-65. {{استشهاد بكتاب}}: تحقق من التاريخ في: |سنة= (مساعدة)
8. ↑  إبراهيم بن عبد الرحمن التركي (29 ديسمبر 2018م). "علي الدفاع: الرقم والظل ووعي المسافة". جريدة الجزيرة. مؤرشف من الأصل في 2020-01-24. اطلع عليه بتاريخ 2020-01-24.
9. ↑  عبد الله المدني (10 مايو 2018م). "علي الدفّاع.. من رعاية الغنم إلى رعاية العقول". صحيفة الاتحاد. مؤرشف من الأصل في 2020-01-24. اطلع عليه بتاريخ 2020-01-24.
10. ↑  فاضل العماني (15 ربيع الآخر 1440هـ/22 ديسمبر 2018م). "الجنادرية.. 33 عاماً من الريادة". جريدة الرياض. مؤرشف من الأصل في 24 يناير 2020. اطلع عليه بتاريخ 24 يناير 2020. {{استشهاد ويب}}: تحقق من التاريخ في: |تاريخ= (مساعدة)

### باللغة الإنجليزية
1. ↑  "Prof. Ali Abdullah Al-Daffa'" (بالإنجليزية). islamic world academy of science. Archived from the original on 2020-01-24. Retrieved 2020-01-24. {{استشهاد ويب}}: |archive-date= / |archive-url= timestamp mismatch (help)
2. ↑  "Khwarizmi International Award 14th Session - 2001" (بالإنجليزية). Ministry of Science and Technology (iran). Archived from the original on 2020-01-24. Retrieved 2020-01-24. {{استشهاد ويب}}: |archive-date= / |archive-url= timestamp mismatch (help)